# Héroes en tiempos de guerra
Héroes en tiempos de guerra es el décimo álbum de estudio del cantante español David Bustamante. Se lanzó el 8 de febrero de 2019 en España bajo el sello de Universal Music Spain, su distribución en Latinoamérica es por Universal Music Latino. 

## Antecedentes y promoción
Fue producido por Mango y Nabález, y grabado entre Madrid y Bogotá.[cita requerida] Héroes en tiempos de guerra es el resultado de un año y medio de preparación e incluye un repertorio ecléctico, latino y bailable compuesto de pop, balada, bachata, medio tiempo o kizomba. Este disco entró al número uno de la lista oficial de ventas en España.
El primer sencillo «Héroes», fue dedicado «a todos los héroes sin capa que nos encontramos en el día a día». Incluye además, la bachata «Desde que te ví» a dúo con Ana Guerra, el tema «Sexto sentido» con Nabález así como canciones compuestas por Luis Fonsi, Paty Cantú o el propio David Bustamante. La argentina Claudia Brant (coautora de «Feliz» del cantante) también compuso para el álbum.

## Listado de canciones
- Edición estándar

| Héroes en tiempos de guerra |                                    | |          |  |
| N.º                         | Título                             | Escritor(es) | Duración |  |
| 1.                          | «Algo casual»                      | Mario Cáceres, Simón Vargas, Martín Vargas, Yasmil Marrufo, Juan Pablo Isaza, Juan Pablo Villamil, Germán Gonzalo Duque Molano, Felipe González Abad | 3:27     |  |
| 2.                          | «Héroes»                           | Claudia Brant, Andrés Torres, Mauricio Rengifo | 4:14     |  |
| 3.                          | «Desde que te vi» (con Ana Guerra) | Claudia Brant, Luis Fonsi, Leslie Grace | 3:51     |  |
| 4.                          | «Ahora que eres fuerte»            | Luis Fonsi, Claudia Brant, Mario Alberto Domínguez                                                                                                   | 3:41     |  |
| 5.                          | «Un poquito más»                   | Pedro David Malaber Turbay, Felipe González Abad, Germán González Duque Molano, Simón Vargas, Julio Ramírez                                          | 3:04     |  |
| 6.                          | «Contigo»                          | Paty Cantú | 3:27     |  |
| 7.                          | «Por haberte conocido»             | Felipe González Abad, Germán Gonzalo Duque Molano | 3:33     |  |
| 8.                          | «Sexto sentido» (con Nabález)      | Germán Gonzalo Duque Molano, Felipe González Abad, Rosa Martínez, Adrián Ghiardo                                                                     | 3:13     |  |
| 9.                          | «Vivir sin miedo»                  | Luis Fonsi, Claudia Brant | 3:54     |  |
| 10.                         | «Me desesperas»                    | Javier Luis Delgado, Samuel Díaz | 3:18     |  |
| 11.                         | «Uno hecho de dos»                 | David Bustamante | 3:19     |  |
| 12.                         | «Ni verdad ni cuentos»             | Miguel Linde | 3:10     |  |
| 42:00                       |                                    | |          |  |

## Listas

### Semanales
| Listas (2019)                          | Mejor posición |
| -------------------------------------- | -------------- |
| España Top 100 álbumes[cita requerida] | 1              |